# Liste der Monuments historiques in Delle
Die Liste der Monuments historiques in Delle führt die Monuments historiques in der französischen Gemeinde Delle auf.

## Liste der Bauwerke
| Bezeichnung                          | Beschreibung                     | Standort                               | Kennzeichnung | Schutzstatus | Datum | Bild           |
| ------------------------------------ | -------------------------------- | -------------------------------------- | ------------- | ------------ | ----- | -------------- |
| Haus von Jean-Guyat Lovy             | Erbaut 1576                      | Place de la République Nr. 1 (Lage)    | PA90000014    | Inscrit      | 2012  | weitere Bilder |
| Haus der Karyatiden                  | Erbaut 1577                      | Place de la République Nr. 2 (Lage)    | PA00101146    | Inscrit      | 1970  | weitere Bilder |
| Haus mit Runderker                   | Erbaut Ende des 16. Jahrhunderts | Rue des Écoles Nr. 3 (Lage)            | PA90000013    | Inscrit      | 2012  | weitere Bilder |
| Maison Lourdel, heute Hôtel de Ville | Erbaut 1581                      | Place François-Mitterrand Nr. 1 (Lage) | PA90000012    | Inscrit      | 2011  | weitere Bilder |

## Liste der Objekte
- Monuments historiques (Objekte) in Delle in der Base Palissy des französischen Kultusministeriums